# Steccherinum ochraceum
Steccherinum ochraceum là một loài nấm thuộc họ Phanerochaetaceae. Đây là một sinh vật gây bệnh cho cây.